# クリシュナ・ラチューマン
クリシュナ・ラチューマン（Krishna Luchoomun 、1962年12月18日 - ）は、モーリシャスの画家。モカ県ヴァコア・フェニックス出身。

## 人物
1983年から1990年までの間ソヴィエト連邦美術アカデミー(現サンクトペテルブルク美術大学)へと留学。国内以外ではイギリス、フランス、南アフリカ共和国、フィンランドなどで個展を開催している。モーリシャス国内の美術学校の教員を務めたり、2001年にモーリシャスの芸術グループpARTageを結成するなど国内の美術の発展にも務めている。